# Bataille de Mélitène
Pour les articles homonymes, voir Mélitène.
Période intermédiaire post-Première croisade
Batailles
- Arsouf
- Mélitène
- Croisades de secours
- Ramla (1er)
- Ramla (2e)
- Tripoli
- Harran
- Artah
- Ramla (3e)
- Croisade norvégienne
- Sidon
- Champ du Sang
- Hab
- Azâz
- Ba'rin
- Shaizar
- Édesse

La bataille de Mélitène eut lieu en 1100, un an après la fin de la Première croisade. Elle entre dans le cadre des opérations militaires menées lors de la période intermédiaire post-Première croisade visant à consolider les États latin d'Orient. Au cours de la bataille, l'armée croisée, dirigée par Bohémond Ier d'Antioche, est vaincue à Mélitène, dans l'est de l'Anatolie par une armée des Turcs danichmendides commandée par Malik Ghazi Gumushtekin.

## Déroulement
Après avoir acquis Antioche en 1098, Bohémond s'est allié avec le Royaume arménien de Cilicie. Lorsque Gabriel de Mélitène et sa garnison arménienne furent attaqués par les Danichmendides, Bohémond marcha vers le nord avec une force franque.
Quelques jours après, une embuscade est tendue par Danichmend Ghâzi, tuant la plupart des Croisés. Bohémond est capturé ainsi que Richard de Salerne. Parmi les morts se trouvaient les évêques arméniens de Marash et d'Antioche. Bohémond est détenu en échange d'une rançon jusqu'en 1103. Son sauvetage devint l'objet d'une Croisades de secours l'année suivante.
Cette bataille met fin à la série de victoires remportées par les participants de la Première Croisade. Baudouin, comte d'Édesse et plus tard roi de Jérusalem, brise le siège de Melitène peu après. Néanmoins, la ville est prise en 1103 par les Danichmendides et Gabriel de Mélitène est exécuté.